# عبدو سلام

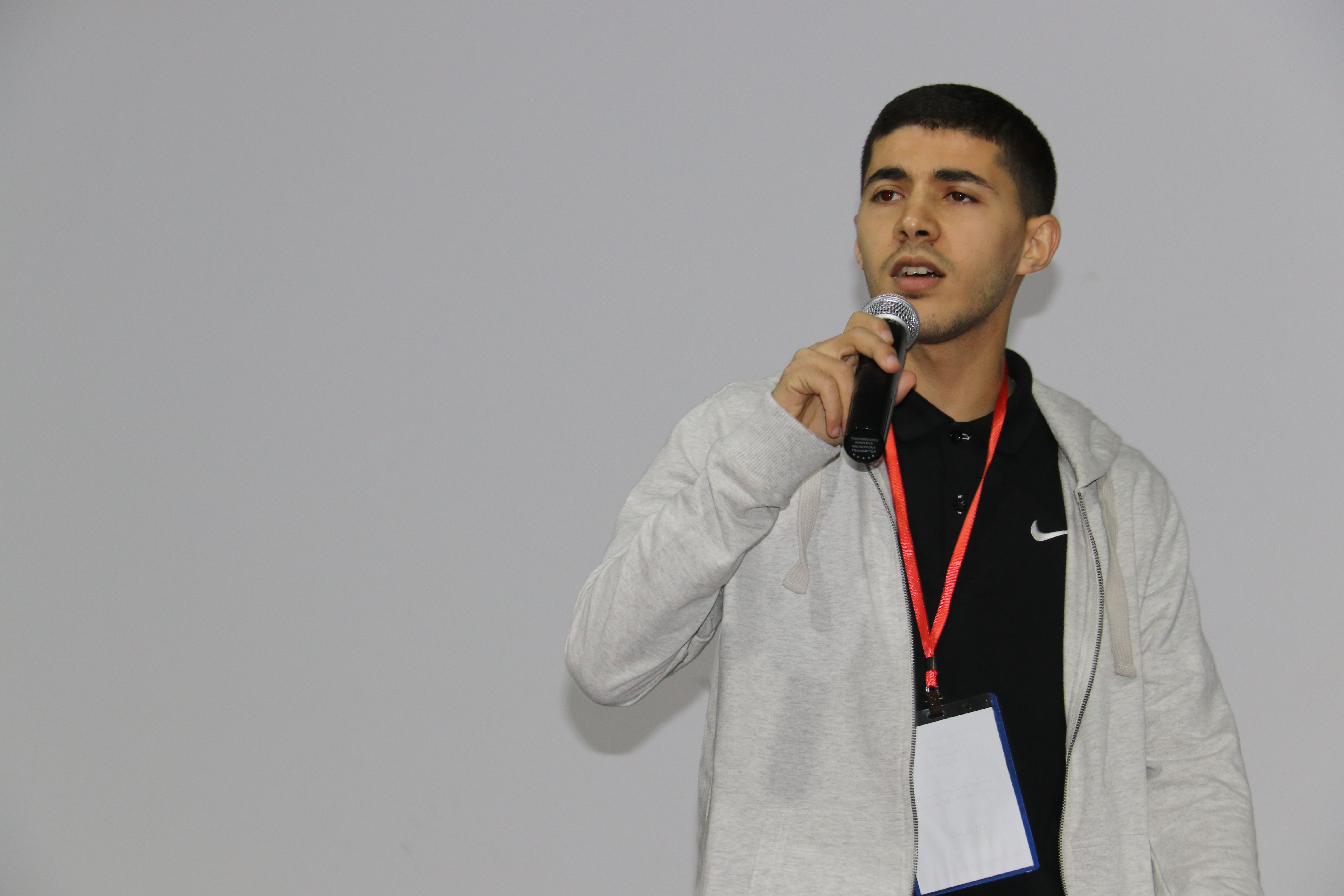
عبدو سلام في بداياته

عبدو سلام هو مغني راب جزائري من مواليد 30 يناير 1997 بالرويبة الجزائر، هو أول مغني راب جزائري يستعمل اللغة العربية الفصحى في كتابة أعماله.
وقد صدر له كتاب «أول أنفاسي، نصوص راب بالعربية الفصحى» 2019، إذا يعتبر أول فنان من مجتمع الهيب هوب الجزائري يألف كتابا عن أغانيه.

## حياته
من مواليد 30 يناير 1997 شرق العاصمة الجزائر، مدينة رويبة تحديدًا، متحصل على شهادة البكالوريا شبعة علوم تجريبية، درس بعدها لمدة سنتين في جامعة هواري بومدين تخصص علوم وتكنلوجيا، غير التخصص إلى الاعلام والاتصال بحكم إهتمامه بمجال الفن والغناء.
بدأ مسيرته الفنية صغيرا وهو لا يتجاوز 15سنة، حيث لفتت أعماله انتباه الجمهور لأدائه الراب الفريد باللغة العربية.
أ صدر عبدو سلام سنة 2019 كتابا بعنوان أول أنفاسي مع دار خيال للنشر والتوزيع، وهو كتاب يضم أعماله الغنائية، عرضه خلال معرض الكتاب المنعقد بالجزائر سنة 2019.
اتخذ عبدو سلام من مواقع التواصل الاجتماعي وقناة اليوتوب خاصة الوسيلة الأساسية لنشر أغانيه.

## أغانيه
أعماله المؤداة بالفصحى، تغنى عن السلام، فلسطين، الجزائر، القيم والرسائل الأخلاقية وغيرها من المواضيع. أسلوب منفرد باستعمال الفصحى، أحيانا يغير إسمه لعبدو حرب عندما يكون في حال أغنية راب كلاش.

### أشهر الأغاني
بلغت أغنية دموع اليتيم مايزيد عن 17ملايين مشاهدة في قناته.

### أغاني فردية
لم ينتج عبدو سلام ألبومات بل أغاني فردية.
2013
- إلى العلماء

2014
- مابالها تسبح في الدماء
- لاتبكي يا جزائر
- دموع اليتيم[5]
- صرخة العزة
- الظلام الموحش

2015
- الإسلام سلام
- لسان البراءة[6]
- رسائل اليأس[7]
- ايلان بين الامواج

2016
- قلوب طاهرة
- انين نادم
- وشائج المودة
- اهات الفؤاد
- كلمة طيبة[8]

2017
- انغام الامل
- أضئ حياتك
- ساخط
- فلذة الكبد
- نداء المحبة
- لا تستمع لهم[9]
- تفاءلو خيرا
- حلمك سيتحقق
- قارب بين السفن
- من خان القدس

2018
- دعوني وشأني
- روهينغا
- بعد ظلام الليل
- 257شهيد
- بيت العنكبوت
- يتناطحون كالثيران
- ستشرق الشمس
- لا تتركني وحيدا
- أجمل ما في الدنيا
- شياطين الانس
- واحسرتاه
- مثلما اريد
- بلا بلا
- حازوقة
- حلق عاليا

2019
- سأضغط على الزناد
- مثل عالم الكرتون
- أريد فقط أن نام
- إلى آخر انفاسي
- دموع العجوز
- مشتعل كنار لظى
- ستلتئم الجراح
- من اجل الوطن
- لوحة من خيالي
- دع الايام تمضي
- الهي
- اغربو عن وجهي
- جدران المعتقل
- بطل
- يوم جديد
- بجع
- أخخ
- قوس قزح
- ثوب ممزق
- محارب
- ذو الجناحين

2020
- الاحمق
- كوكو
- انقذني يا الله
- أبناء آدم
- سيفار
- في النهاية
- لا اخاف الغول
- امضي قدما
- تحت قدمي
- مسافر
- ذات لهب
- ولع
- الهيبة

2021
- أجلس وحيدا
- مائة وستة
- في تلك الليلة
- يوغرطة وبوخوس
- راسبوتين [الشخصية الغامضة]
- لَيْل
- بلادي

2022
- فزّاعة
- ديك الجن